# Arc de triomphe (Barcelone)
Pour les articles homonymes, voir Arc de triomphe (homonymie).
L'Arc de triomphe de Barcelone (Arc de Triomf de Barcelona en catalan) a été construit par l'architecte Josep Vilaseca i Casanovas (1848-1910), en tant que porte principale de l'Exposition universelle de 1888 situé dans le parc de la Ciutadella.
La construction ne se trouve plus de nos jours dans le parc mais tout près, à savoir au « Passeig de Lluís Companys ».
La voûte est construite en brique rougeâtre tandis que les frises sculptées sont en pierre.
Gustave Eiffel proposa son projet à Barcelone pour l’Exposition universelle de 1888 mais le maire de Barcelone Francesc Rius i Taulet a refusé car il semblait étrange, peu intégrable dans le décor de la ville et bien trop cher.

## Description des sculptures
Josep Reynés a sculpté la frise Barcelone reçoit les nations sur côté nord. Josep Llimona a sculpté sur l'autre frise la remise des récompenses aux participants de l'exposition. Sur l'un des côtés, Antoni Vilanova a sculpté des allégories de l'Industrie, de l'Agriculture et du Commerce. Du côté opposé, Torquat Tasso a sculpté des allégories des Sciences et des Arts. Manel Fuxà et Pere Carbonell ont créé 4 Famas, sculptures féminines représentant la renommée.

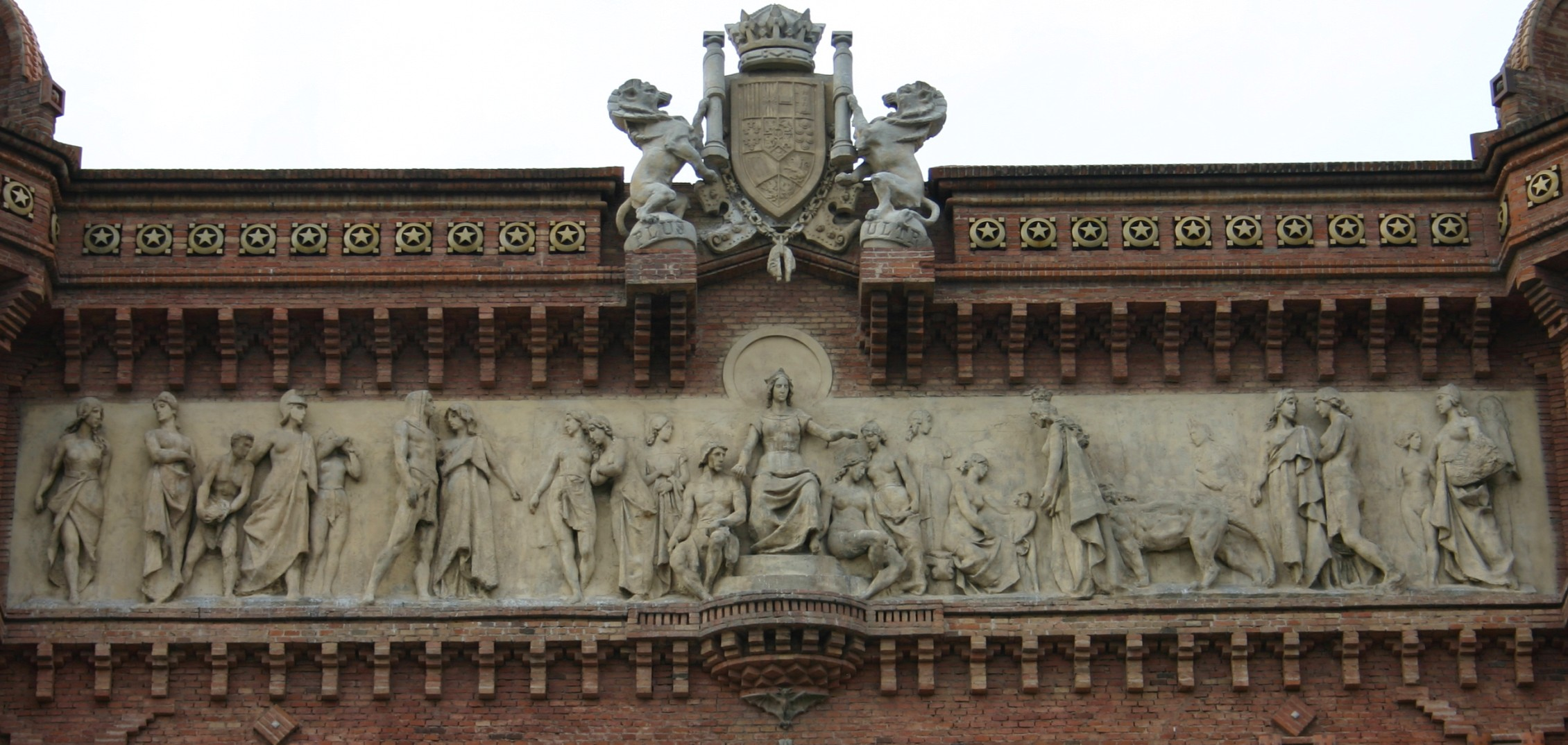
Josep Llimona.
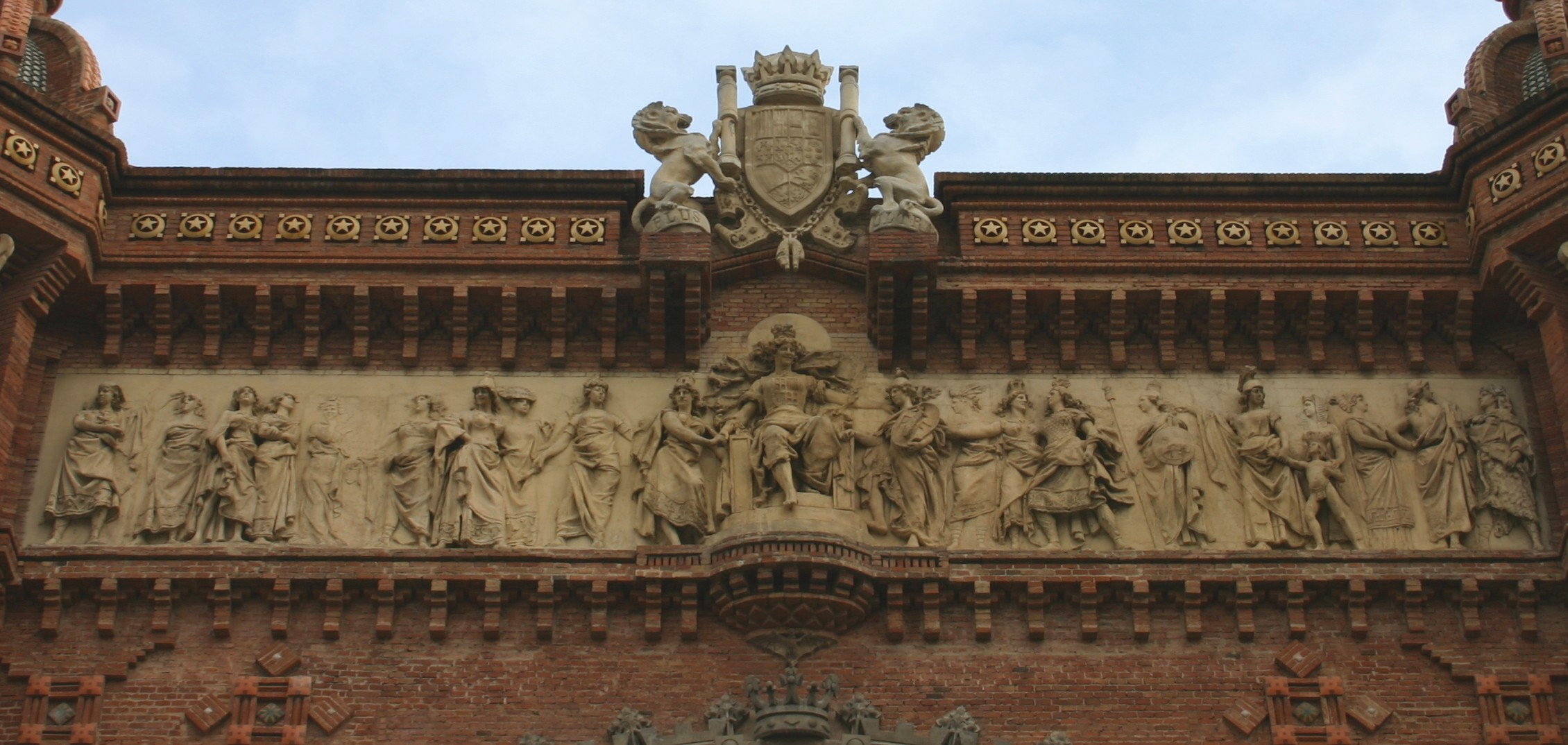
Josep Reynés.
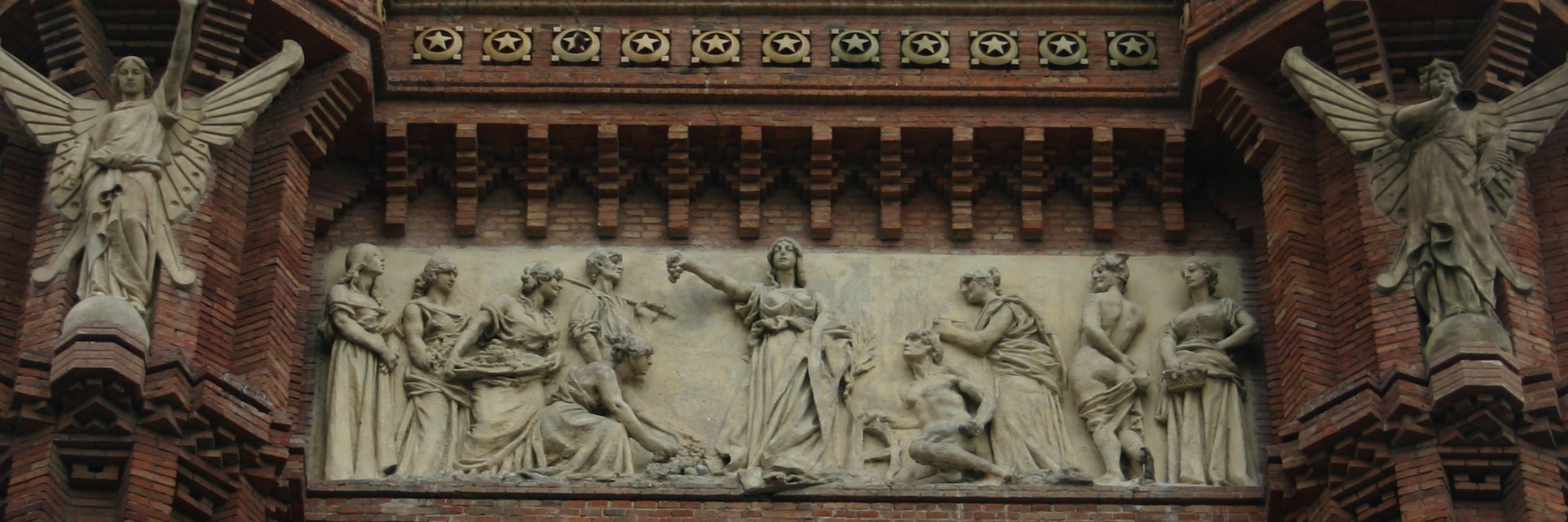
Antoni Vilanova.
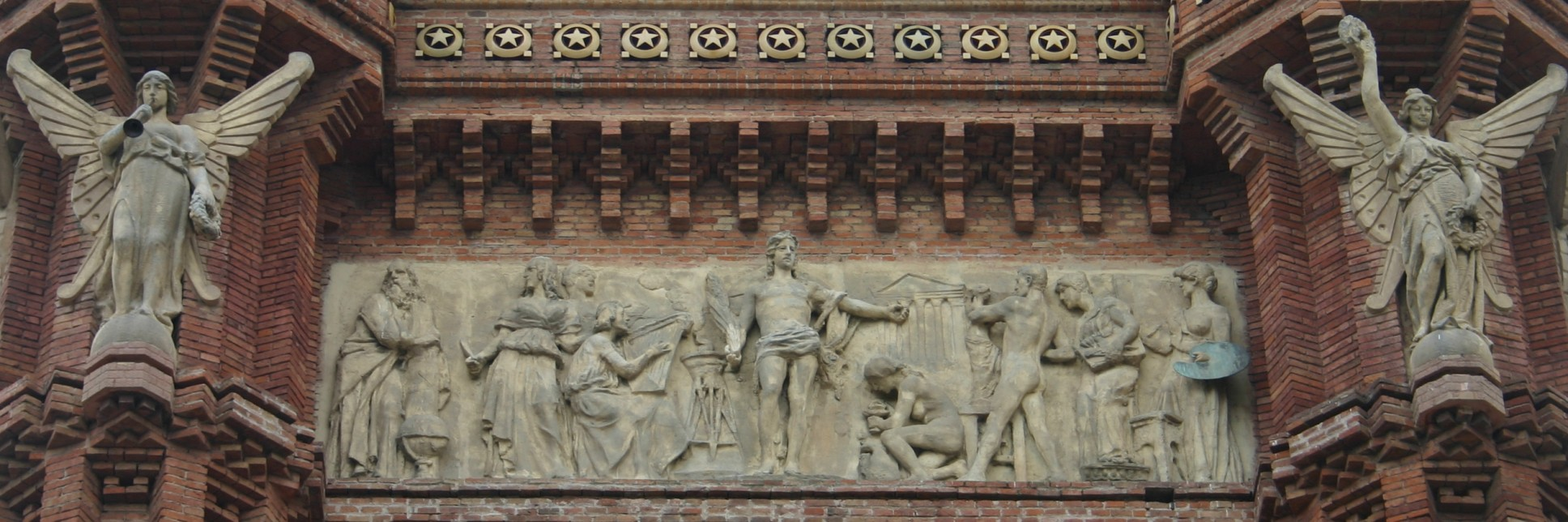
Torquat Tasso.